# جيرالد دولان
جيرالد دولان (بالإنجليزية: Gerald J. Dolan) (و. 1945 – 2008 م) هو فيزيائي، وأستاذ جامعي من الولايات المتحدة الأمريكية .
توفي عن عمر يناهز 63 عاماً.

## التعليم
تعلم في جامعة كورنيل

## جوائز
حصل على جوائز منها:
- جائزة أوليفر ألسويرث باكلي للمواد المكثفة (2000).